# Spermacoce samfya
Spermacoce samfya är en måreväxtart som beskrevs av Bernard Verdcourt. Spermacoce samfya ingår i släktet Spermacoce och familjen måreväxter. Inga underarter finns listade i Catalogue of Life.